# 宗教哲学
宗教哲学（英語：Philosophy of religion）是对宗教以及其所包含的问题和观念的哲学思考。宗教哲学所研究的课题包括：神的存在與否、神的属性、宗教与科学的关联、宗教与道德的关联、善恶的本质。
宗教哲学和宗教信仰哲学有所不同，前者站在宗教之外而对其进行研究。因此，研究宗教哲学的人并不需要有任何宗教信仰。

## 神

### 神的本质
宗教哲学家们对于上帝的本质多有研究，类似命题有：
- 什么是上帝？
- 上帝到底是一个（一神论）还是多个（多神论）的？对此，古希腊哲学家柏拉图曾认为，比起希腊神话里的多神论观点，人们应该相信一个完美至上的上帝；这即是一种倾向于一神论的观点。
- 上帝有什么特质？
- 上帝是不是和宇宙是相等的？

以上命题又衍生出无数相关的哲学思考和悖论。例如，关于几个常常用来形容基督教的单一神耶和华的特质，就分别产生了如下相关思考：
全知 - 耶和华常常被认为是全知的，但是这个特质却威胁到人类的自由意志。假设承认上帝是全知的，那么他必然知道某人在将来会做什么（比如某一特定事件的完成）。而一旦上帝知道某人在将来会完成该事件，此人必定会去做这件事情，因为承认上帝是“全知的”，所以它不会被蒙骗。可是假如同时承认人类有自由意识，那么难道此人不能够自主选择避免去完成该事件么？考虑到承认上帝的全知性，此人的自由意志并不能对未来事件的发展做任何影响、改变，那么即否认了人类有自由意志。所以上帝的“全知性”和人类的“自由意志”是相悖的。
永世 - 耶和华一般被认为是永恒的，他的存在没有开始也没有结尾。那么，是上帝有没有“过去、现在和将来”呢？还是上帝存在于时间之外？如果上帝存于时间之内，那上帝应该因时间的不同而变化，又怎么能是永恒不变？如果上帝存在于时间之外，他又怎么和存在于时间之内的我们有任何交流呢？有没有什么东西是可以在时间之外存在的？
慈善 - 耶和华的善和人类所理解的善是一样的吗？善的事情之所以是善的是因为上帝指定它们是善的，还是因为它们本身是善的所以上帝才规定它们是善的？上帝是慈善的因为他只做慈善的事情还是因为不管他做什么都是慈善的？参见游叙弗伦困境。

### 神的存在

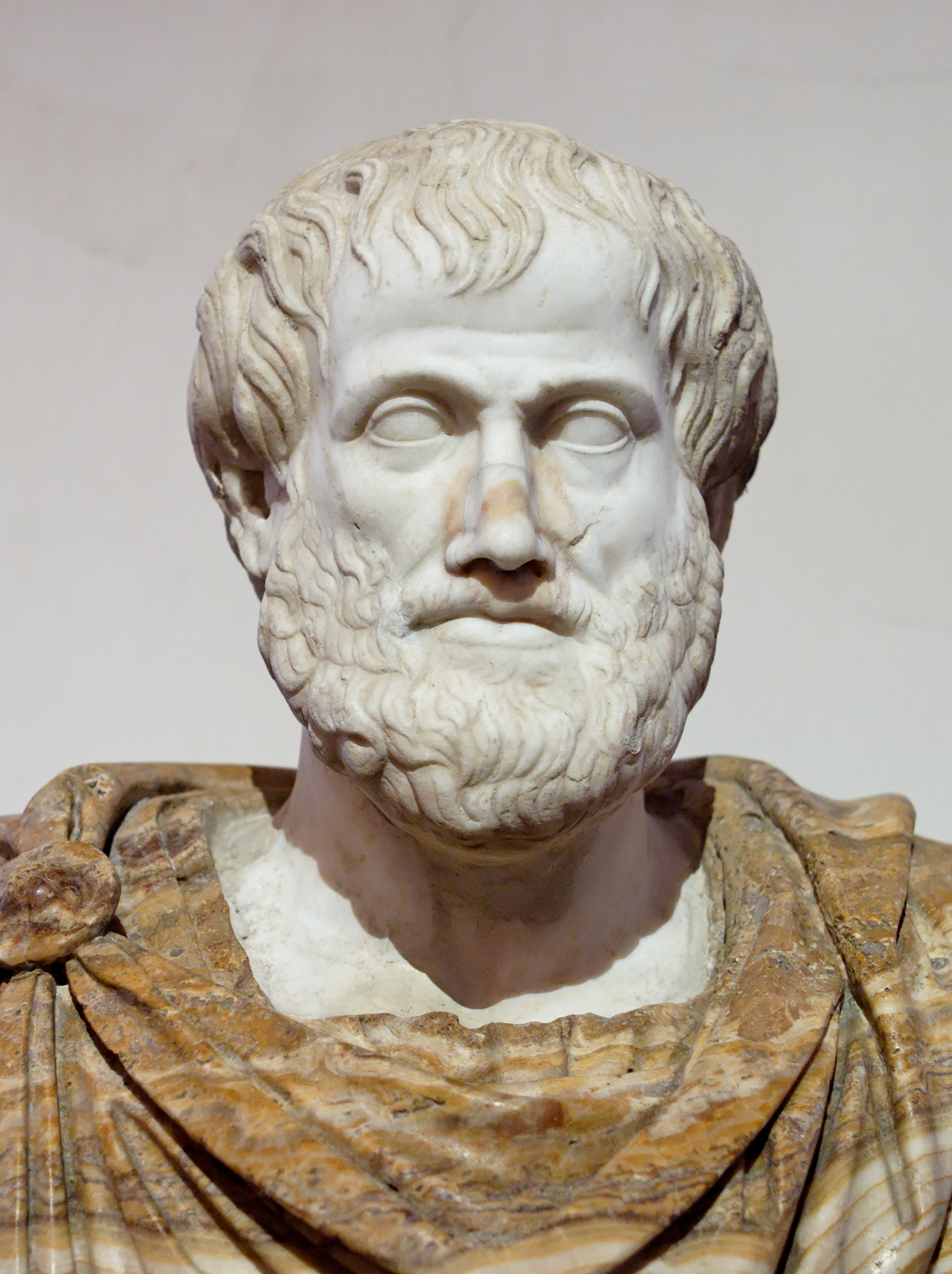
古希腊哲学家亚里士多德提出“不动的推动者”这个概念

宗教哲学的主要课题之一就是推论上帝是否存在。在这个问题上，很多知名的哲学家都阐述过他们的见解。比如古希腊哲学家亚里士多德曾提出，每一个运动的物体都有其因。如果我们追溯物体之间的因果关联，我们必然会找到一个“不动的推动者”，也就是所有运动的始因或第一个运动者。而这就是上帝。以下为宗教哲学里几个著名的对于上帝存在性的论证。

#### 上帝存在的论证
- 第一原因论 - 托马斯·阿奎那在他的“五种方法”中写道世界中有些事情为后果。而后果们都必然有其前因。但这些前因也会有他自己的前因。如果我们追溯前因，我们必定会找到“第一原因”，因果关系不可能是无限的。这个“第一原因”本身没有前因，但却是万物的前因，而它就是上帝。[4]
- 本体论证明 - 本体论证明最著名的版本由哲学家安瑟伦提出。上帝被安瑟伦定义为“没有比其更伟大的东西”（a being than which no greater can be conceived）。如果这个东西不存在的话，那这个定义就错了，因为世上有比这个东西更伟大的东西（一个存在的上帝）。所以，世界上最伟大的东西必须存在。因为上帝是最伟大的，所以他必须存在。[5]
- 设计论证 - 设计论证（Argument from Design）也称目的论论证（Teleological Argument）。设计论证试着从自然世界的表象推出上帝的存在：自然界里有很多东西都看似被有目的设计过，比如提供视觉的眼睛。如果这些东西被有目的的设计过，那必然有一位设计者的存在。这个设计者就是上帝。[6]
- 帕斯卡的赌注 - 布莱兹·帕斯卡提出：假设人们对上帝的存在做赌注，那么一个理智的人应该赌上帝是存在的。如果上帝不存在，那不管你赌上帝存在或者不存在，你都不会有太大损失。但是如果上帝存在而你赌上帝存在，那你可以得到永久的快乐。相反，如果在这种情况下你赌上帝不存在，那你将会付出相当大的代价。所以理智的人会相信上帝的存在。[7]

#### 上帝不存在的论证

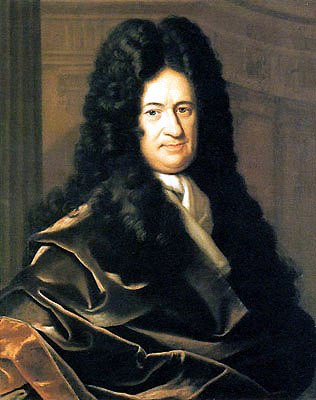
哲学家莱布尼茨曾尝试解决罪恶问题

- 罪恶问题 - 上帝的存在和邪恶的存在看起来是矛盾的。如果一个完美的上帝存在，他必是全知、全能和全善的。如果上帝是全能的话，他就有能力消除邪恶。如果上帝是全知的话，他就知道邪恶存在。如果上帝是全善的话，他就会希望消除邪恶。可是邪恶却一直存在着。如果邪恶和上帝同时存在，那么（1）上帝不是全能的或者（2）上帝不是全知的或者（3）上帝不是全善的。但是上帝必然是全知，全能和全善的。所以上帝不存在。[8]

## 宗教与科学
总体来说，科学致力于研究可以通过经验观测到的世界，而宗教则涉及非物质、无法用感官直接察觉到的领域。历史上，科学和宗教曾和平相处。在科学发达的今天，一派宗教哲学家们认为宗教和科学是互不相容的，而另一派则认为科学和宗教是两个分开的领域，并不互相影响。

### 相容论
历史上很多伟大的科学家，如牛顿、笛卡尔、开普勒和培根都是相容论的支持者。相容论者分两派。一派认为科学研究可以让人们进一步了解上帝所创造的自然世界。我们越是了解自然世界的奥秘就越能够体会到上帝的伟大和万能。
而相容论的另一派则认为科学和宗教是两个互不干涉的领域。科学研究的是自然世界，而宗教涉及的是非物质世界。既然两者的研究领域是完全不同的，那两者就不会有矛盾和冲突。

### 不相容论
不相容者认为科学和宗教并不能够同时是正确的。如果宗教信仰是正确的，那科学就是错误的。而如果科学是正确的，那宗教信仰就是错误的。不相容论者常常举出进化论为例子。如果进化论是正确的话，那亚伯拉罕诸教里所说的上帝亲手创造人类的事迹就肯定是错误的。